# Bredia oldhami
Bredia oldhami är en tvåhjärtbladig växtart som beskrevs av Joseph Dalton Hooker. Bredia oldhami ingår i släktet Bredia och familjen Melastomataceae. Inga underarter finns listade i Catalogue of Life.